# Jardín Botánico de la UNELLEZ
La Fundación Jardín Botánico Ezequiel Zamora o conocido como el Jardín botánico de la UNELLEZ, es un jardín botánico y un zoológico de 14 hectáreas de extensión, ubicado dentro de las instalaciones de la Universidad Nacional Experimental de los Llanos Occidentales Ezequiel Zamora (UNELLEZ), de la ciudad de Barinas, del estado Barinas, Venezuela. Es miembro del BGCI, siendo su código de identificación internacional como institución botánica así como de su herbario BARNS.

## Localización
Se ubica al noroeste de la ciudad de Barinas, al pie de la Cordillera de los Andes; a una altitud de 200 m s. n. m. y presentando una temperatura media anual de 28 °C.
El Jardín Botánico de la Universidad Ezequiel Zamora (UNELLEZ) Apdo. Postal 187 Av. 23 de enero de 1987 Barinas, Barinas 5201-A, Venezuela.
Visitados por turistas nacionales e internacionales, de lunes a viernes de 7.00 a 12.00 y de 13.00 a 15.00, realizando las instituciones o grupos, una solicitud con anticipación a la Coordinación de Turismo para reservar la fecha a realizar la visita guiada a las instalaciones del jardín. El público además de hacer las visitas puede adquirir material didáctico de las plantas forestales, frutales y de los animales existentes.

## Colecciones
Este jardín consta de un zoológico con una superficie de 14 hectáreas de las cuales 4 ha corresponden a una laguna donde albergan diferentes tipos de peces (pavón copaneca (Astronotus ocellatus), cachamas (Colossoma macropomum), palometas (Mylossoma duriventre), guabinas, babas ), y es asiento de aves nativas y migratorias (garzas blancas (Egretta thula),  garzas silbadoras, garza real (Casmerodius albus), garcita reznera(Bubulcus ibis), codúas, cotua zamura (Phalacrocorax olivaceus), oripopo cabeza roja (Cathartes aura), zamuro (Coragyps atratus), daras, gavilán habado (Buteo magnirostris), alcaravanes, guacamaya bandera (Ara macao), maracaná (Ara severa), cotorra o loro real (Amazona ochrocephala) etc.).
En las otras 10 hectáreas se encuentran en forma libre chigüires, dantas, venados, báquiros e iguanas; el zoológico cuenta con ambientes especiales para los felinos (jaguar (Panthera onca) y puma (Puma concolor), oso palmero (Myrmecophaga tridactyla), chigüire (Hydrochaeris hydrochaeris), picures (Dasyprocta leporina), tapir (Tapirus terrestris), báquiro de collar (Pecari tajacu), lapas, morrocoy, galápagos, zorro, mapache y monos.
Las colecciones de plantas del jardín botánico, se encuentran agrupadas como: 
- Arboretum (34 spp.),
- Plantas de interés económico (50 spp.),
- Plantas de interés medicinal
- Plantas forrajeras,
- Palmetum (13 spp.),
- Plantas ornamentales (100 spp.).
- Existe un banco de germoplasma con una capacidad de término medio de conservación que contiene  84 accesiones, representando 73 especies (1994 figuras).

## Actividades
En este centro se realizan programas de conservación e investigación sobre fauna con reproducción de las especies existentes y la reubicación de las especies excedentes.
Además se llevan a cabo programas educativos con, charlas, talleres, creación de biblioteca, salón audiovisual, y organización de Planes Vacacionales.